# Kanton Rotenkirchen
Der Kanton Rotenkirchen bestand von 1807 bis 1813 im Distrikt Einbeck (Departement der Leine, Königreich Westphalen) und wurde durch das Königliche Decret vom 24. Dezember 1807 gebildet. Rotenkirchen war von Umstruktierungen zur endgültigen Festsetzung des Zustands der Gemeinden im Departement der Leine vom 16. Juni 1809 betroffen. Nach diesem Dekret kamen die Dörfer Hollenstedt, Odagsen und Hoppensen zum Kanton, was die Munizipaleinteilung in der unten stehenden Weise veränderte.

## Gemeinden
bis 1809
- Rotenkirchen, (zuvor Kurhannover) mit Dassensen
- Hullersen und Kohnsen, Arendshausen und Rengershausen
- Wellersen, Vardeilsen, Buensen und Dörrigsen
- Strodthagen, Edemissen, Iber, Wetze, Gut Wickershausen, Andershausen, Kuventhal und Stockheim

ab 1809
(die ersten beiden Munizipalitäten blieben unverändert)
- Vardeilsen, Rengershausen und Arendshausen
- Kuventhal und Andershausen
- Dörrigsen, Iber und Strodthagen
- Stockheim, Buensen, Wellersen und Gut Wickershausen
- Wellersen mit Hoppensen (neu)
- Edemissen mit Odagsen (neu)
- Hollenstedt (neu)